# 埃里克·莫尼
埃里克·V·莫尼（英語：Eric V. Money，1955年2月6日—），美国NBA联盟的前职业篮球运动员。他在1974年的NBA选秀中第2轮第33顺位被底特律活塞选中。